# Fortunat Tršćanski
Fortunat (Trst, ? – Rim, 826.), katolički biskup i patrijarh u Mletačkoj Republici, gradeški patrijarh 803. – 820. godine.
Porijeklom iz Trsta koji se tada nalazio na teritoriju Franačkoga Carstva, Fortunat je bio nećak gradeškoga patrijarha Ivana IV. Godine 777. postao je biskup Trevisa, preselivši se u taj grad. Godine 802. mletački dužd Giovanni Galbaio ubio mu je strica i patrijarha Ivana jer se usudio pobuniti protiv duždeve vlasti. Najveći je grijeh staroga patrijarha bio zapravo taj što je stao uz franačku stranu u periodu u kojem se Mletački dukat borio u političkom sukobu u kojemu su neki pokušavali zadržati tradicionalnu vjernost Bizantu i onih koji su nastojali podrediti se novom carstvu Karla Velikoga.

## Vanjske poveznice
- Istarska enciklopedija: Fortunat

| titule Katoličke crkve | titule Katoličke crkve         | titule Katoličke crkve |
| ---------------------- | ------------------------------ | ---------------------- |
| prethodnik Ticijan     | treviški biskup 777. – 803.    | nasljednik Landol      |
| prethodnik Ivan IV.    | gradeški patrijarh 803. – 820. | nasljednik Ivan V.     |
| prethodnik Emilijan    | pulski biskup 806. – 810.      | nasljednik Ivan I.     |